# Ifor Evans
Benjamin Ifor Evans, barón Evans of Hungershall, Kt, FRSL (Londres, 19 de agosto de 1899-28 de agosto de 1982) fue un académico y escritor británico. Catedrático de Literatura Inglesa de la Universidad de Sheffield de 1926 a 1933, más tarde fue rector del Queen Mary College (1944-1951) y del University College London (UCL) de 1951 a 1966.
En una de sus obras más conocidas, Literature and Science (1954), Evans aboga por una redefinición de la literatura como un «nuevo humanismo» frente a la posición dominante de la ciencia de la época. Casi diez años más tarde, en una obra con el mismo título, Aldous Huxley, retoma los argumentos de Evans, al igual que, un poco más tarde,  el biólogo y premio nobel sir Peter Medawar en su conocido, y polémico, ensayo «Science and Literature», publicado en Encounter en 1969.
Además de ser rector del Queen Mary College y provost de la UCL, su alma mater, Evans desempeñó varios altos cargos relacionados con el mundo educativo y cultural del Reino Unido. Fue director general de Educación del British Council (1940-44), desde donde, a comienzos de la década de 1940, sería unos de los promotores del Council for the Encouragement of Music and the Arts (CEMA), presidido por Maynard Keynes y sería uno de los fundadores del sucesor del CEMA, el Arts Council of Great Britain, junto con Maynard Keynes, quien sería el primer presidente y Evans el vicepresidente.

## Publicaciones
- 1933: English Poetry in the Later Nineteenth Century. Methuen & Co. Ltd.
- 1940: A Short History of English Literature. Penguin Books. Fue traducido al español (Buenos Aires: Lautaro, 1947) y al alemán (Munich, 1962).
- 1946: The Shop on the King's Road (novela)[6]
- 1949: The Arts in England (con Mary Cecilia Glasgow). Falcon Press
- 1952: The Language of Shakespeare's Plays. Routledge, (reedición, 2013) ISBN 1136560696
- 1954: Literature and Science. Allen & Unwin
- 1965: A Short History of English Drama. MacGibbon & Kee